# Saturnus (planeet)

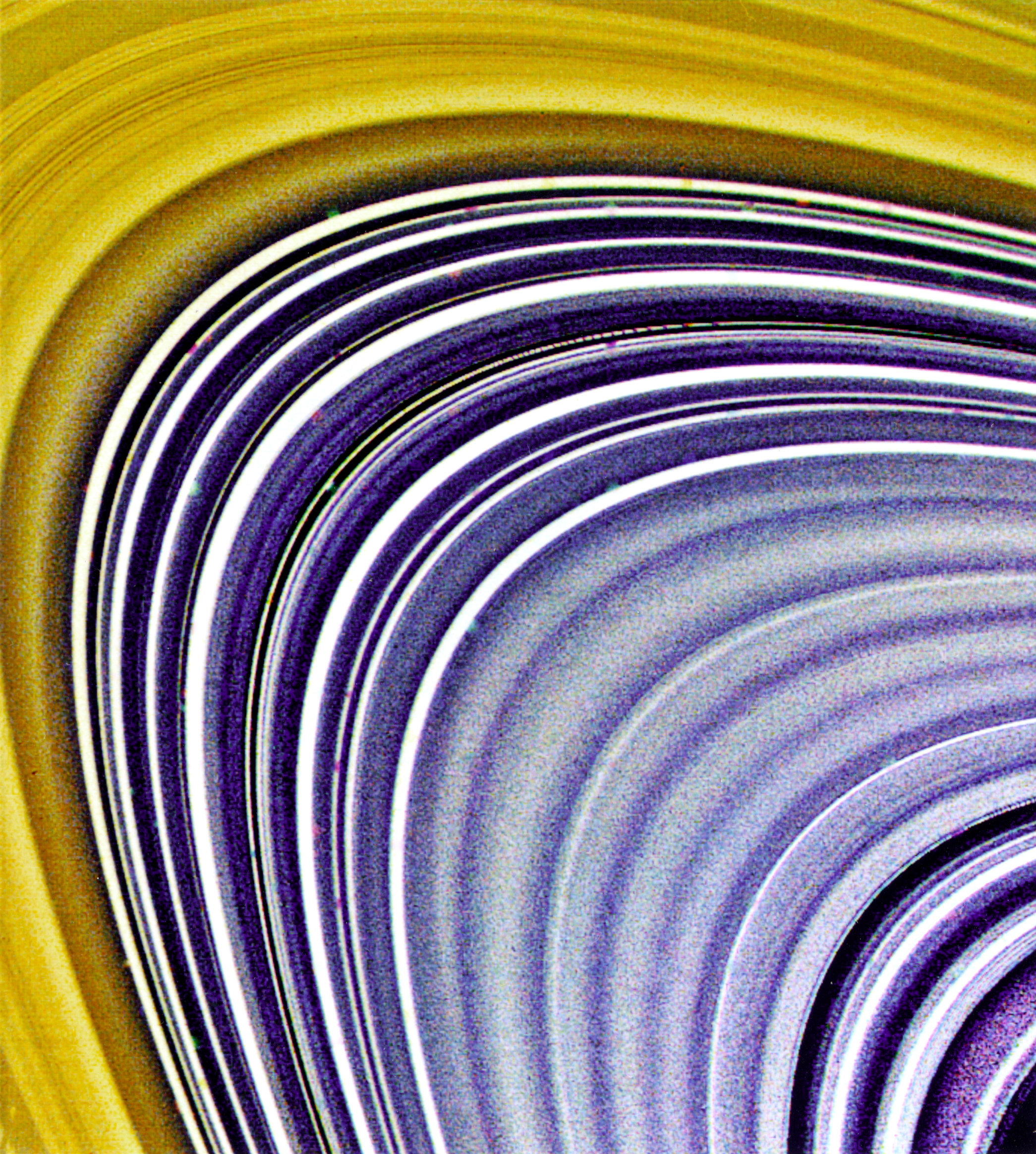
Voyager 2 foto van Saturnus' ringenstelsel

Saturnus en Aarde

Saturnus is van de zon af gerekend de zesde planeet in het zonnestelsel en op Jupiter na de grootste. Beide zijn gasreuzen en zogenaamde 'buitenplaneten'. Saturnus is vernoemd naar de Romeinse god van de landbouw, Saturnus.
Saturnus is vanaf de aarde met het blote oog zichtbaar en al sinds de prehistorie bekend.

## Karakteristieken

### Samenstelling
De samenstelling van Saturnus lijkt veel op die van Jupiter. De kern van Saturnus is wazig. Er is geen harde grens tussen een vaste kern en de rest van de planeet. IJs en gesteente van de kern mengen met helium en waterstof. Dat mengsel doorloopt tot zo’n zestig procent van de hele planeet. De fractie zware gesteente neemt af naar buiten toe. Er is dus geen harde grens.
In het centrum bevindt zich een rotsachtige kern, daaromheen een mantel van vloeibare metallische waterstof, gevolgd door een laag van moleculaire waterstof. De temperatuur in de kern bedraagt 12 000 K. Als gevolg van het Kelvin-Helmholtzmechanisme straalt Saturnus meer energie uit dan hij van de zon ontvangt. Deze energie-uitstraling wordt versterkt door de wrijvingswarmte die vrijkomt wanneer helium in de mantel tegen waterstof botst.

### Vorm en dichtheid
Als gevolg van zijn snelle rotatie (10h 14m aan de evenaar, 10h 41m op hogere breedtegraden) is Saturnus naar de polen toe behoorlijk afgeplat en het verschil tussen diameter tussen de polen en de evenaar bedraagt bijna 10% (120 536 km vs. 108 728 km). Bij andere (gasvormige) planeten doet dit verschijnsel zich ook voor, maar nergens zo sterk als bij Saturnus.
Een ander opmerkelijk feit over Saturnus is dat hij lichter is dan water. De gemiddelde dichtheid bedraagt namelijk slechts 0,687 kg per liter. Het is de enige planeet in het zonnestelsel met een kleinere dichtheid dan water.

### Atmosfeer
De atmosfeer van Saturnus bestaat voor meer dan 96% uit waterstofgas en voor iets meer dan 3% uit helium. Het resterende deel wordt ingenomen door methaan, waterdamp, ammoniak, ethaan, propaan, ethyn en fosfine, die sporadisch voorkomen.
Op Aarde bestaat een duidelijke scheiding tussen land, water en atmosfeer. Saturnus heeft daarentegen alleen maar waterstoflagen die van een vloeibare vorm diep in de planeet langzaam overgaan in de gasvormige variant die in de atmosfeer voorkomt, zonder een duidelijke grens. Dit is een niet gebruikelijke situatie die voortkomt uit de enorme druk en temperatuur op Saturnus, genoemd een superkritieke toestand. Als gevolg van de extreme druk worden de gassen dusdanig samengeperst dat ze, op het punt waar normaal de overgang verwacht wordt, een dichtheid hebben die nog steeds overeenkomt met die van een vloeistof. Saturnus heeft daarom geen duidelijk planeetoppervlak, maar wetenschappers gebruiken als referentiepunt het punt waar de druk gelijk is aan 1 bar. Dit is aan de top van het wolkendek. Vanuit de ruimte gezien vertoont de atmosfeer van Saturnus een patroon van strepen of banden dat overeenkomsten vertoont met Jupiter. Het verschil is echter dat de banden van Saturnus vager zijn en rond de evenaar veel breder. Door de Voyager 1 werden complexe wolkenstructuren waargenomen in de atmosfeer die vanaf de Aarde niet zichtbaar waren. Op Saturnus waaien harde stormen, nabij de evenaar bereiken ze in de bovenlagen van de atmosfeer snelheden tot 500 m/s. Op de noordpool bevindt zich de Hexagoon van Saturnus, een zeshoekig wolkenpatroon met in het centrum een harde storm.

## Ringstructuur rond Saturnus

### Ringen
Alle gasplaneten uit het zonnestelsel vertonen een systeem van ringen, maar dat is pas op het einde van de 20e eeuw ontdekt. Het ringensysteem van Saturnus is verreweg het opvallendste en ook al veel eerder waargenomen. In 1610 keek Galileo Galilei naar Saturnus en zag drie objecten in plaats van een. Vol verbazing hield Galilei het er op dat de planeet twee handvatten (ansae) had. Toen hij twee jaar later nog eens keek waren deze verdwenen waarna ze twee jaar later weer verschenen, nu duidelijker dan ooit. Een halve eeuw later kon Christiaan Huygens dankzij de verbeterde telescooptechniek in 1655 als eerste bevestigen dat deze ansae eigenlijk een ring rond de planeet was. Huygens beschreef een dunne platte ring die de planeet nergens raakte. Dit werd aanvankelijk met enige scepsis ontvangen, maar werd door Robert Hooke en Giovanni Cassini bevestigd.
Cassini toonde in 1675 aan dat de ring in werkelijkheid uit twee ringen bestond, waartussen zich een scheiding bevond die later de naam Cassinischeiding kreeg. In 1858 bewees James Clerk Maxwell dat de ringen gruis en stukjes rots moesten bevatten.

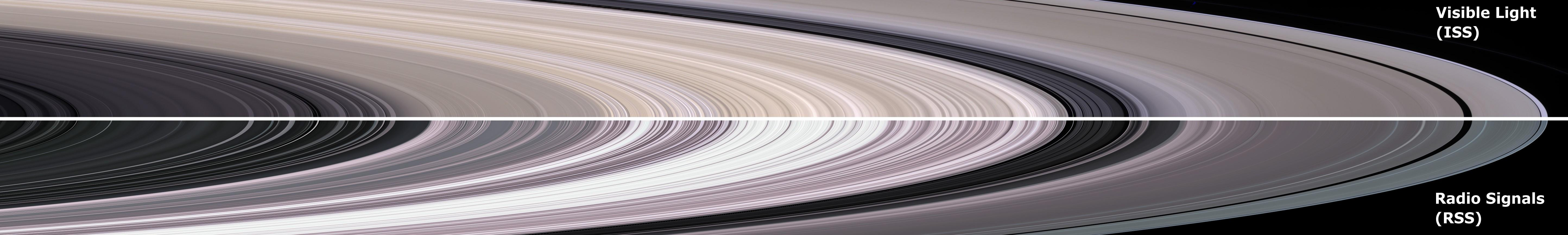
De ringen van Saturnus in het zichtbare licht- en radiospectrum

De laatste inzichten zijn dat het een stelsel is van talloze minieme, afzonderlijke ringen met smalle, lege afscheidingen tussen deze ringen. De ringen zijn gemiddeld slechts zo'n 20 meter dik en bestaan uit ijs en meteorietstofdeeltjes. De ijs- en rotsblokken zijn van verschillende vorm en diameter, maar qua uiterlijke kenmerken lijken de ringen grote ronde platen. Het hele stelsel is concentrisch, wat veroorzaakt wordt door de vele maantjes van Saturnus, die zwaartekrachtschommelingen ondergaan en veroorzaken.
Doordat Saturnus' equatoriale vlak 2 maal per saturnusjaar (30 aardse jaren) in de lijn naar de aarde komt te liggen, verdwijnen elke 15 jaar de ringen voor enkele weken uit het zicht. Dit wordt veroorzaakt doordat we de ring dan vanaf de zijkant zien en door de minieme dikte van slechts 20 meter. Op 11 augustus 2009 kruiste het vlak opnieuw en verdween het herkenbare aangezicht van de planeet.
Alleen de A-, B- en C-ring zijn met de amateur-telescopen zichtbaar vanaf de aarde. De D- en E-ring werden respectievelijk in 1969 en 1967 vanaf aarde ontdekt. De F- en G- ringen werden op foto's van de Voyager expedities waargenomen.
De F-ring heeft een gevlochten structuur en wordt in stand gehouden door de herdermaantjes Prometheus en Pandora.
R/2004 S1 is een heel kleine ring tussen de A- en F-ring, in de buurt van de baan van Atlas, die in september 2004 door het Cassini-Huygens team werd ontdekt. Er moet echter nog nagegaan worden of deze ring volledig en permanent is alvorens hij een definitieve aanduiding krijgt.
Op 7 oktober 2009 publiceerden wetenschappers de ontdekking van een enorme buitenring met een radius van 13 miljoen kilometer, ofwel 200 maal de diameter van de planeet zelf. De ring draagt de naam Phoebering en is vernoemd naar de maan Phoebe. De ring is ontdekt met behulp van de Spitzer ruimtetelescoop. Met de ontdekking is er nu ook een reële theorie voor de kleuring van de maan Iapetus, die aan één zijde donkerkleurig is. Men gaat er nu van uit dat deze ring daarvoor verantwoordelijk is.

### Scheidingen tussen de ringen

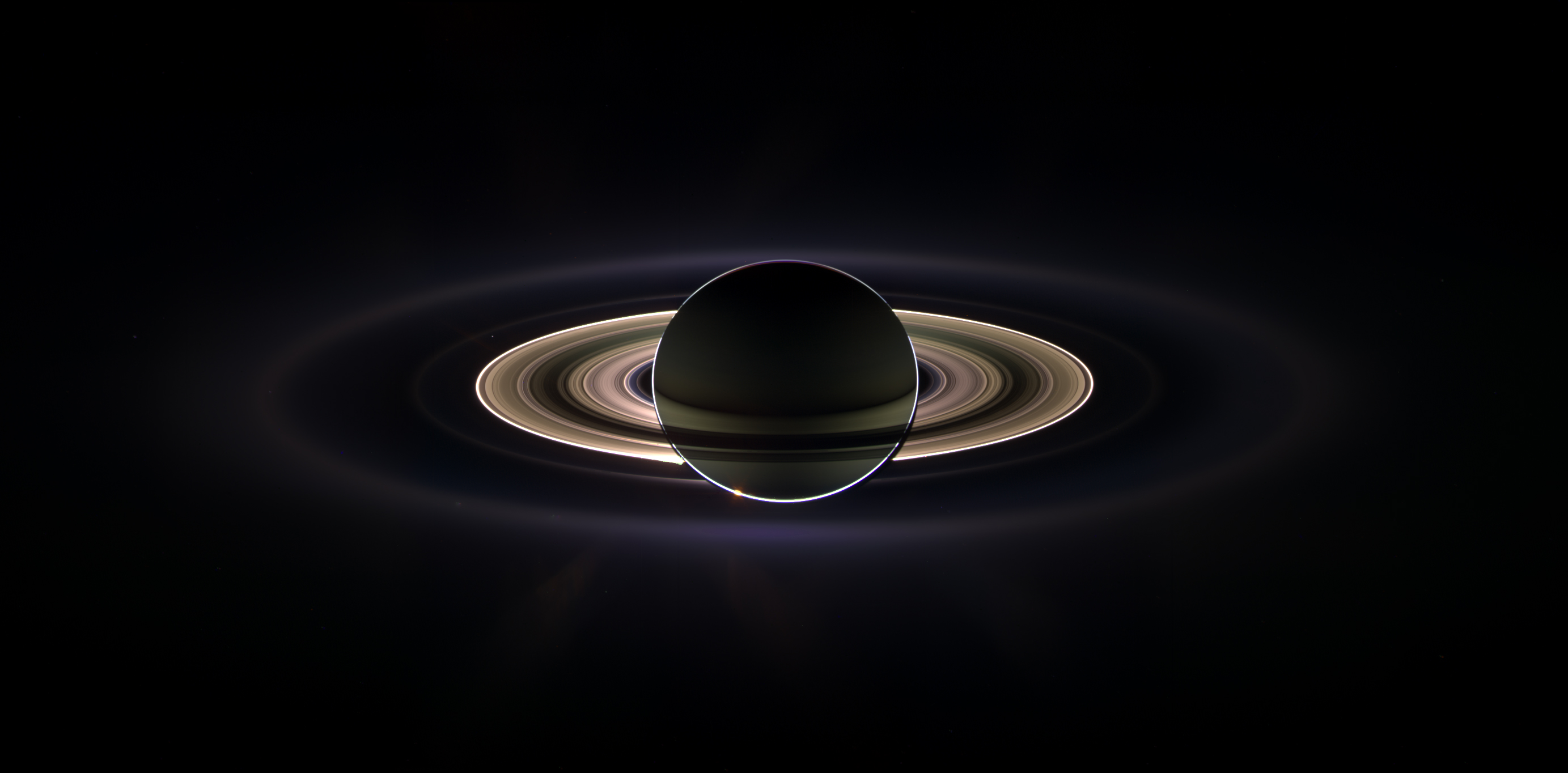
Saturnus verduistert de zon, foto gemaakt vanuit de Cassini-Huygens-sonde op 15 september 2006. Op de grote foto is net links van de heldere A-ring de aarde te zien als een klein stipje.

De duidelijk waarneembare ruimte tussen de A- en B-ring is bekend als de Cassinischeiding (4650 km breed) en wordt veroorzaakt door de maan Mimas.
Er bestaat nog een kleinere ruimte binnen de A-ring (de Enckescheiding). Deze is heel wat minder goed te zien. Ze is slechts 325 km breed en werd mogelijk waargenomen in 1837 door Johann Encke maar pas met zekerheid bevestigd in 1888 door James Keeler. Het kleine maantje Pan (20 km groot) heeft zijn baan in deze scheiding.
De Voyagers ontdekten verder nog kleinere scheidingen: de Maxwellscheiding op 87 500 km afstand (270 km breed) en de Keelerscheiding op 136 500 km afstand (35 km breed); deze laatste wordt opengehouden door het maantje Daphnis.
De stand van de ringen zoals we die vanaf aarde kunnen observeren maakt een cyclus door van 29,5 jaar. De jaren waarin wij ons op aarde in het vlak van de ringen bevonden (1612, 1671-1672, 1685, 1789-1790, 1848-1849, 1966, 1979-1980), zijn in het verleden van belang geweest omdat op dat ogenblik het licht van de ringen minimaal is en de kans daardoor vergroot dat men kleine, lichtzwakke maantjes kon ontdekken. Een voorbeeld hiervan is de ontdekking van Janus in 1966 door Audouin Dolfus vanaf het Observatorium van de Pic du Midi. Een ander voorbeeld is de ontdekking van het minimaantje S/2009 S1 tijdens de equinox op 11 augustus 2009.

## Manen van Saturnus
Er zijn 274 natuurlijke manen en maantjes bekend. De grootste maan van Saturnus is Titan (diameter 5150 km). Er zijn verder vier manen met een diameter groter dan 1000 km: Tethys, Dione, Rhea, en Iapetus. Enceladus is bekend wegens zijn ijsvulkanen. Het is moeilijk om onderscheid te maken tussen een kleine maan en een groot brok van de ringen. Op 7 oktober 2019 werd de ontdekking van 20 manen bekendgemaakt. Van die twintig draaien er zeventien in een retrograde baan om de planeet. Saturnus heeft sindsdien de meest ontdekte manen in het zonnestelsel.

## Verkenning

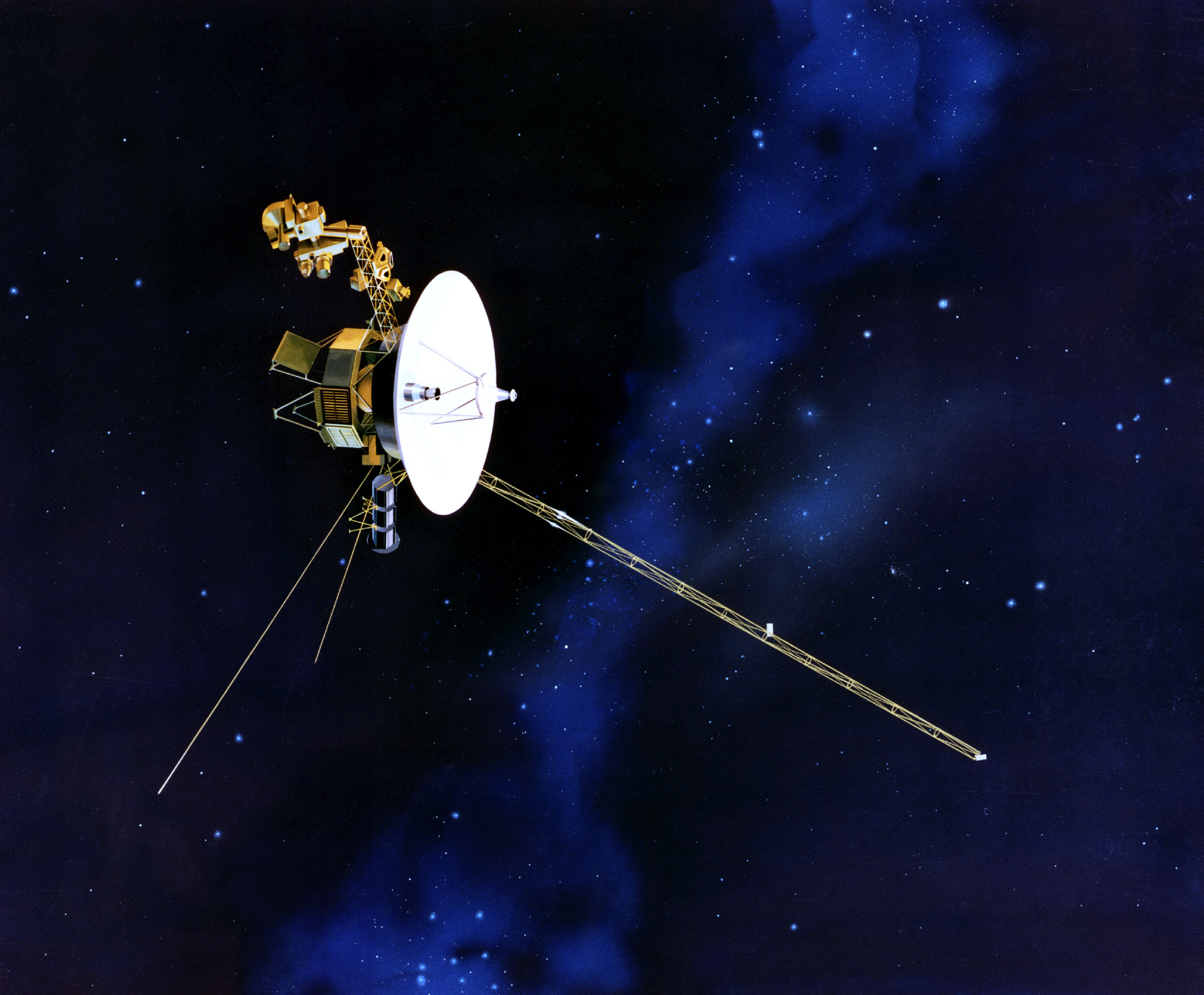
Voyager 2

Eind jaren 70 en begin jaren 80 zijn er drie onbemande NASA ruimtesondes in de buurt van Saturnus geweest. In 1997 werd de ESA/NASA ruimtesonde Cassini-Huygens gelanceerd om Saturnus en de manen verder te onderzoeken.

### Pioneer 11
Pioneer 11 werd op 6 april 1973 gelanceerd en naderde Saturnus op 1 september 1979 tot op 21.000 km. Naast gegevens over magnetische velden en straling leverde Pioneer 11 de eerste gedetailleerde foto's van Saturnus en enkele manen.

### Voyager 1
Na een bezoek aan Jupiter naderde de Voyager 1 Saturnus op 12 november 1980 tot op 124.000 km. Deze missie leverde gegevens op over de ringen en de samenstelling van de atmosfeer van Saturnus en zijn maan Titan.

### Voyager 2
Ruim een half jaar na Voyager 1 benaderde Voyager 2 op 25 augustus 1981 Saturnus het dichtst om vervolgens door te reizen naar Uranus en Neptunus.

### Cassini-Huygens
Op 15 oktober 1997 werd door de ESA en NASA gezamenlijk de Cassini-Huygens ruimtesonde naar Saturnus gestuurd. Op 11 juni 2004 passeerde dit ruimtevaartuig de maan Phoebe en op 1 juli 2004 doorkruiste Cassini-Huygens de ringen van Saturnus om vervolgens op slechts 18.000 km langs de planeet zelf te razen. De eerste gedetailleerde foto's van de maan Titan werden op 27 oktober 2004 ontvangen.
Op 9 november 2006 werd er een persbericht uitgebracht waarin melding werd gemaakt van de ontdekking van een orkaanachtige storm op Saturnus' zuidpool. De diameter van de storm bedraagt ongeveer 8.000 kilometer en beslaat daarmee ongeveer 2/3e van de diameter van de gehele aarde. De storm raast met een vaart van 550 kilometer per uur zonder zich te verplaatsen.

## Waarnemen

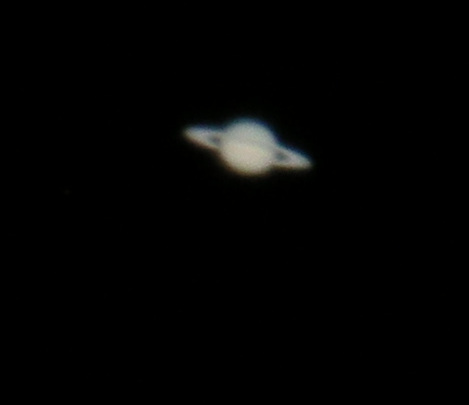
Saturnus door een 20cm-telescoop

Saturnus is met het blote oog zichtbaar als een heldere gele "ster" die niet flikkert. De ringen zijn niet met het blote oog te zien, met een verrekijker is wel te zien dat Saturnus niet cirkelvormig is. Een kleine telescoop laat de ringen al goed zien. De scheidingen tussen de ringen worden wel gebruikt om de kwaliteit van telescopen te testen. De zichtbaarheid van de ringen varieert overigens met de hoek waaronder wij ze vanaf de aarde zien. Als de aarde precies in het vlak van de ringen staat kijken we precies op de rand en zijn ze vrijwel onzichtbaar. Dit was het geval op 11 augustus 2009; daarna duurde het 7,5 jaren voordat de ringen weer maximaal openstonden.